# Субіч
Су́біч — село в Україні, в Китайгородській сільській територіальній громаді Кам'янець-Подільського району Хмельницької області.

## Назва
За народними переказами назва села нібито походить від слова «убочі» — «узбіччя».

## Географія
Субіч наддністрянське село розташоване на відстані 33 км автошляхами від міста Кам'янець-Подільський на західній Україні. Добратись можна дорогою Т 2317, далі біля села Вихватнівці звернути на досить погану місцеву дорогу до самого села.

### Клімат
Субіч знаходяться в межах вологого континентального клімату із теплим літом, у так званому «теплому Поділлі», тут весна настає на 2 тижні раніше. Але діяльність людини призводить до поганих змін та глобального потепління. Рівень наповнення річок водою по області становить лише 20 % від необхідного стандарту, значна частина земної поверхні стає посушливою. Для покращення ситуації варто було б відновлювати екосистеми та лісові насадження.

## Історія
Село «Субич» або «Субіч» відоме зі XV століття.
В 1578 році згадується сільський піп. Скельний монастир датується XVI—XVIII століттями. Сільська церква Покрови відома зі 1717 року.
Внаслідок поразки Перших визвольних змагань на початку XX століття, село надовго окуповане російсько-більшовицькими загарбниками.
Радянська окупація принесла колективізацію та розкуркулення, мешканці села зазнали репресій. При комунізмі знищено сільську церкву Покрови, на її місці збудовано магазин.
В 1932–1933 селяни села пережили сталінський голодомор.
По закінченню Другої світової війни у 1946—1947 роках мешканці села вчергове пережили голод.
В 1981 році почалось заповнення басейну Дністра водою, яке тривало шість років, внаслідок цього затоплено долину річки Дністер поблизу села.
З 24 серпня 1991 року село входить до складу незалежної України.
13 серпня 2015 року шляхом об'єднання Дерев'янської, Калачковецької, Китайгородської та Колодіївської сільських рад село увійшло до Китайгородської сільської громади. Об'єднання в громаду має створити умови для формування ефективної і відповідальної місцевої влади, яка зможе забезпечити комфортне та безпечне середовище для проживання людей.
У 2021 році поблизу села Субіч легковий автомобіль BMW злетів зі скелі, у момент дорожньо-транспортної пригоди в автівці перебував водій.
Колищній орган місцевого самоуправління — Калачковецька сільська рада.

## Населення
За переписом населення України 2001 року в селі мешкало 291 особа.

### Мова
У селі поширені західноподільська говірка та південноподільська говірка, що відносяться до подільського говору, який належить до південно-західного наріччя.
Розподіл населення за рідною мовою за даними перепису 2001 року:
| Мова       | Відсоток |
| ---------- | -------- |
| українська | 99,31 %  |
| російська  | 0,69 %   |

## Інфраструктура
Селі діяли: комунальне підприємство «Кам'янець-Подільське рибне господарство», ФАП, клуб, магазин, церква-каплиця.

## Охорона природи

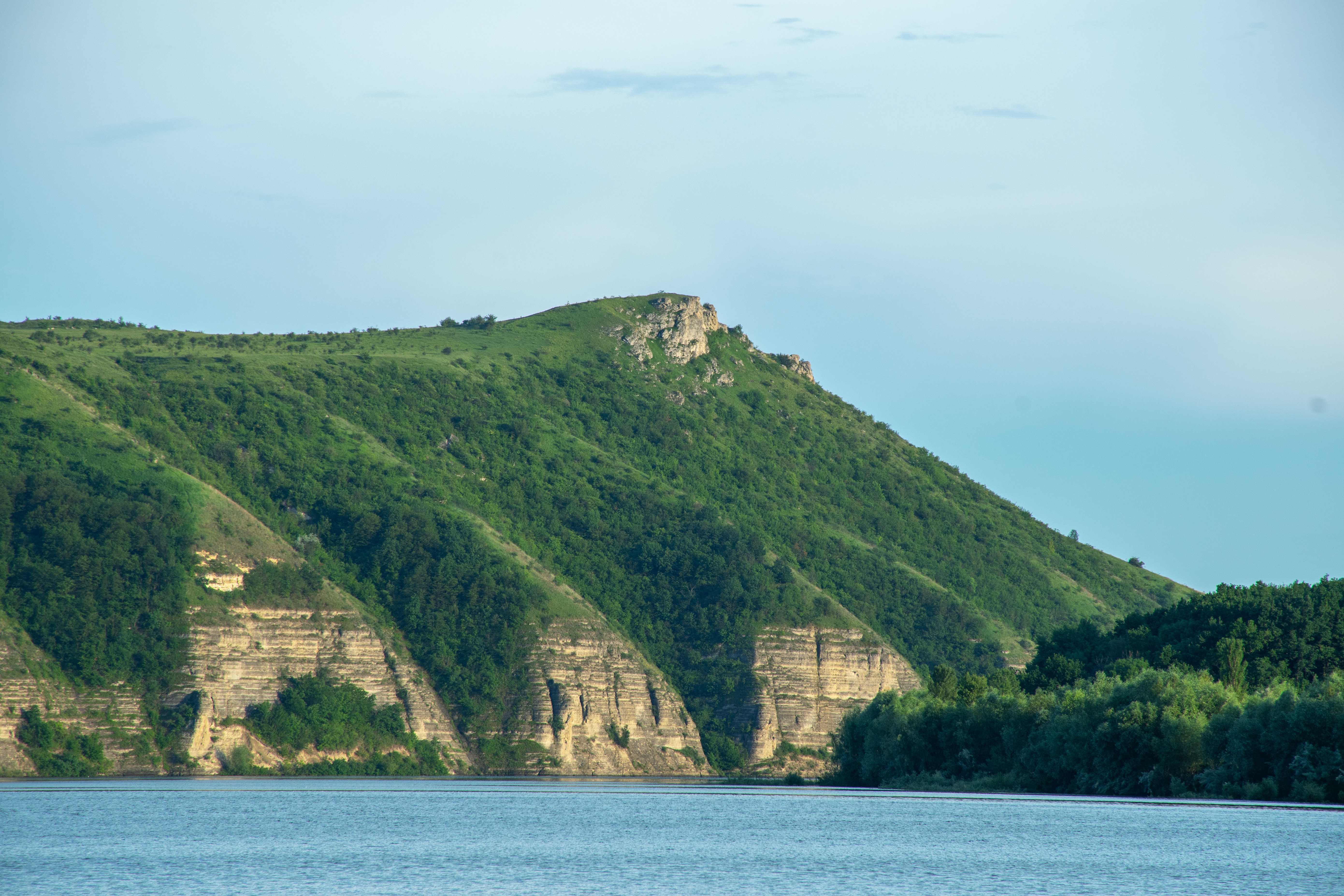
Скелі над Дністром біля с. Субіч

Село лежить у межах національного природного парку «Подільські Товтри».
- Наддністрянський заказник — ботанічний заказник місцевого значення. Створений з метою збереження мальовничого природного комплексу на лівому березі Дністра. Зростає лісовий масив з грабово-дубовими насадженнями. У трав'яному покриві — рослини, занесені до Червоної книги України: цибуля подільська, сон великий, сон чорніючий тощо.

## Пам'ятки

### Субічський печерний монастир

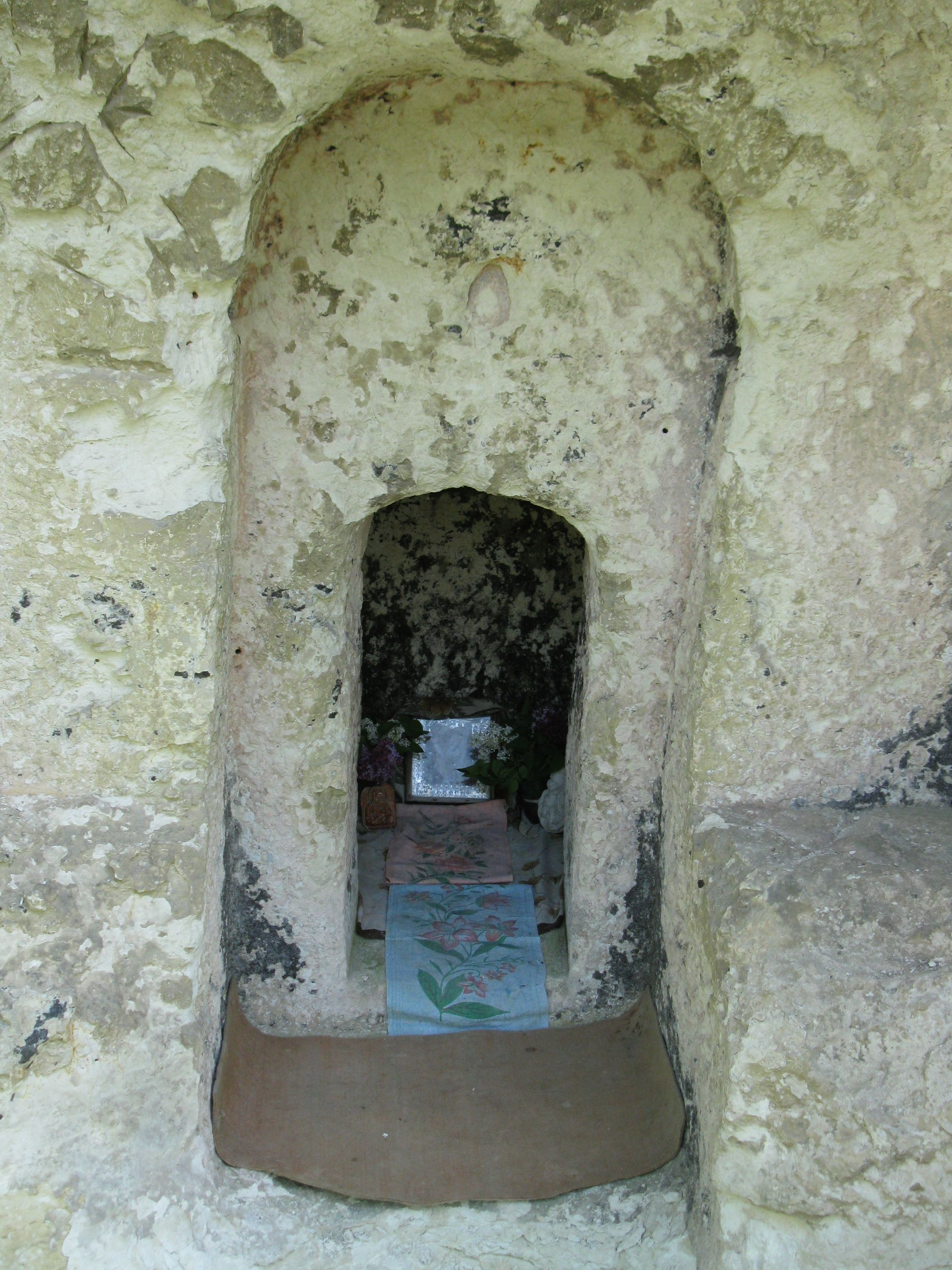
Субічський печерний монастир

Колишній скельний монастир створений в XVI–XVIII століттях в урочищі гори Монастирище, на 40-метровій висоті над рікою Дністер, зараз являє собою пару печер-келій у скелі із заглибленнями для ікон. Деякі вчені стверджують, що заснування могло бути і X столітті. У ті часи у скельних келіях жили монахи, вони тут молилися та працювали. В сучасний час печери завісили килимками, рушничками, фотографіями ікон.
Заново віднайшли печерний монастир відносно недавно вже у пострадянські роки мешканець села та вчитель місцевої школи. Дорогу до храму розчистили, а згодом збудували каплицю субічського скельного монастиря перед стежкою, що веде до давньої споруди.
Монастир не дуже великий, складається зі трьох печер-келій різних за розміром і щоб побачити всі його принади, потрібно буде пройти по зовсім вузькій стежці, яка починається біля каплиці та спускається з 40-метрової висоти вниз до Дністра. Варто зауважити, що ця дорога зовсім нелегка та частко небезпечна: приблизно 800 метрів треба пройти дуже обережно, адже внизу — обрив, але в нагороду за цю складність погляду відкривається чудовий вид на водосховище Дністра.
По дорозі також можна знайти джерела, з яких б'є чистісінька прохолодна вода, з них ще пили монахи, що жили тут дуже давно.
Субіч вважають «молодшим братом» Бакотського печерного монастиря, хоча він набагато менший та не такий відомий. А через небезпечну та складну зарослу стежку і досить важкодоступний для звичайних туристів. Тому більше радимо відвідати та насолоджуватись краєвидами Дністра зі гори Монастирище.

## Галерея

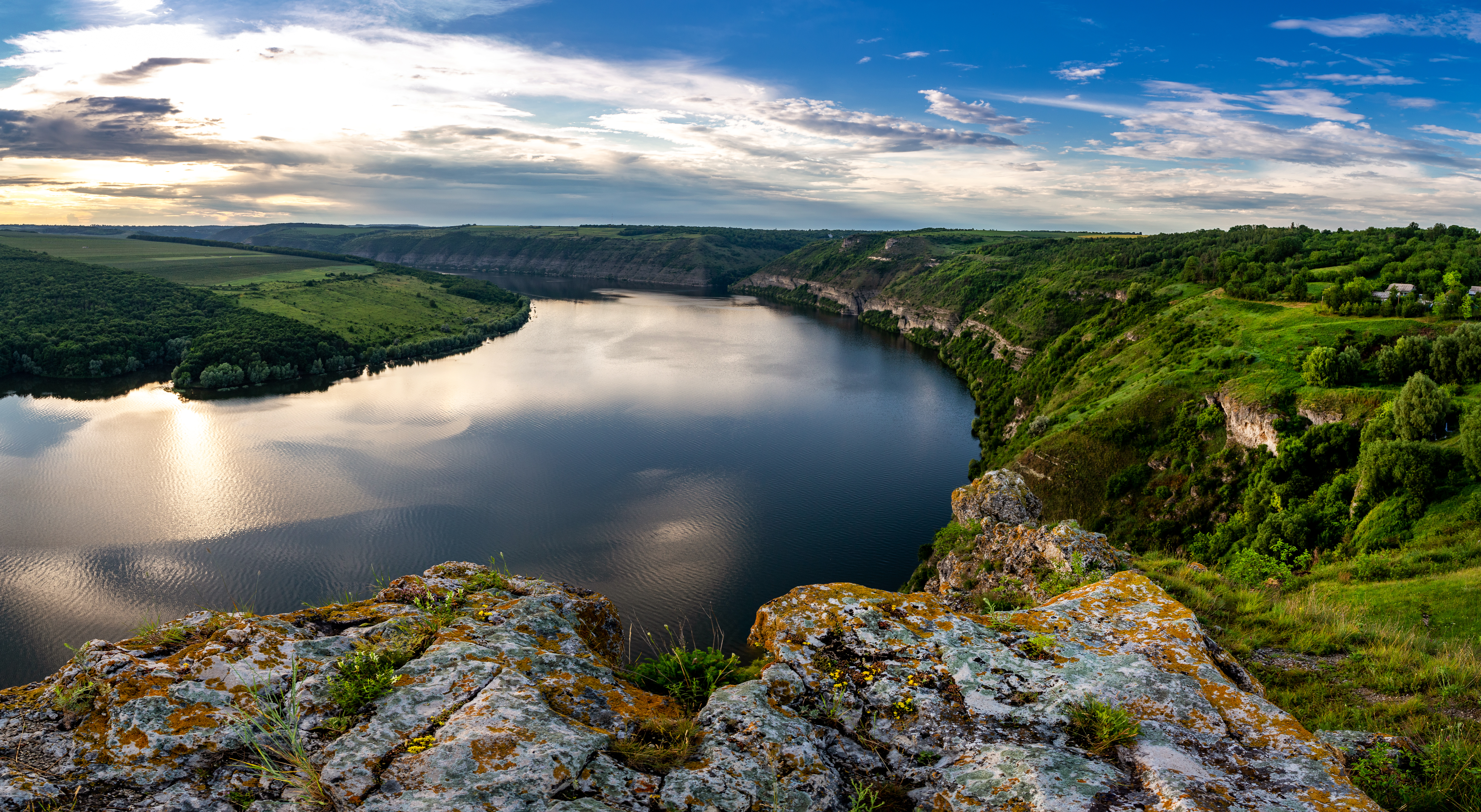
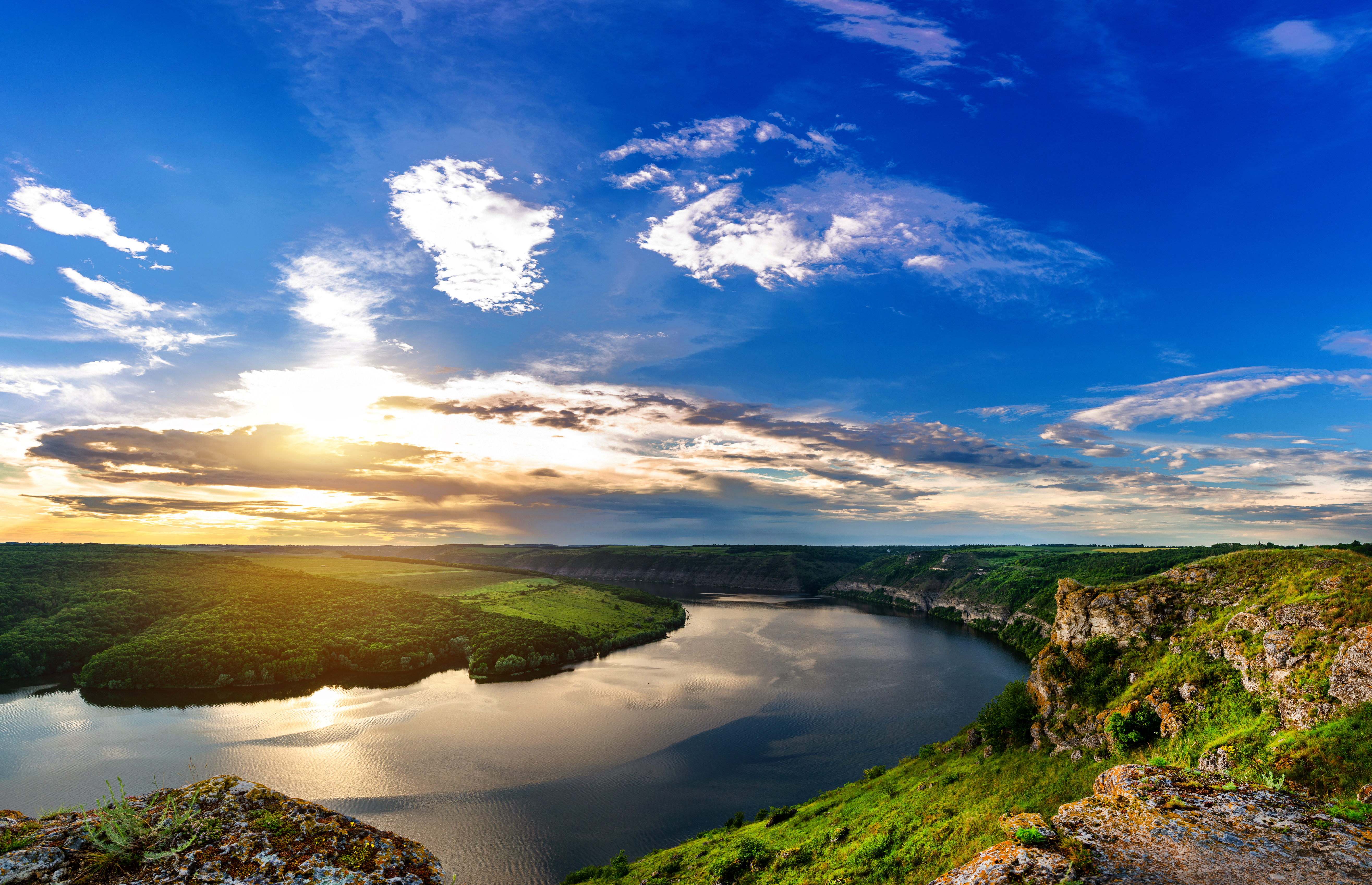
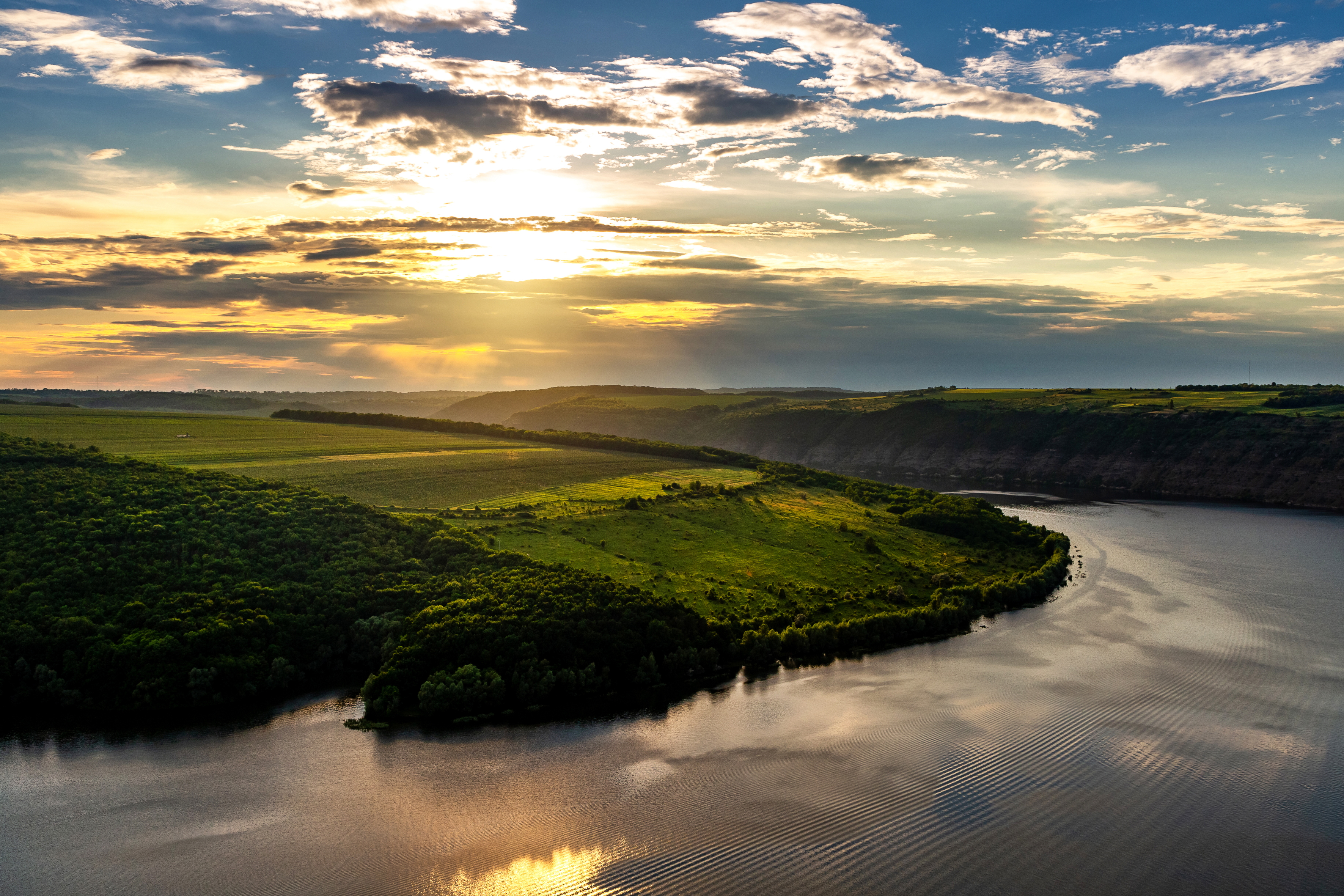
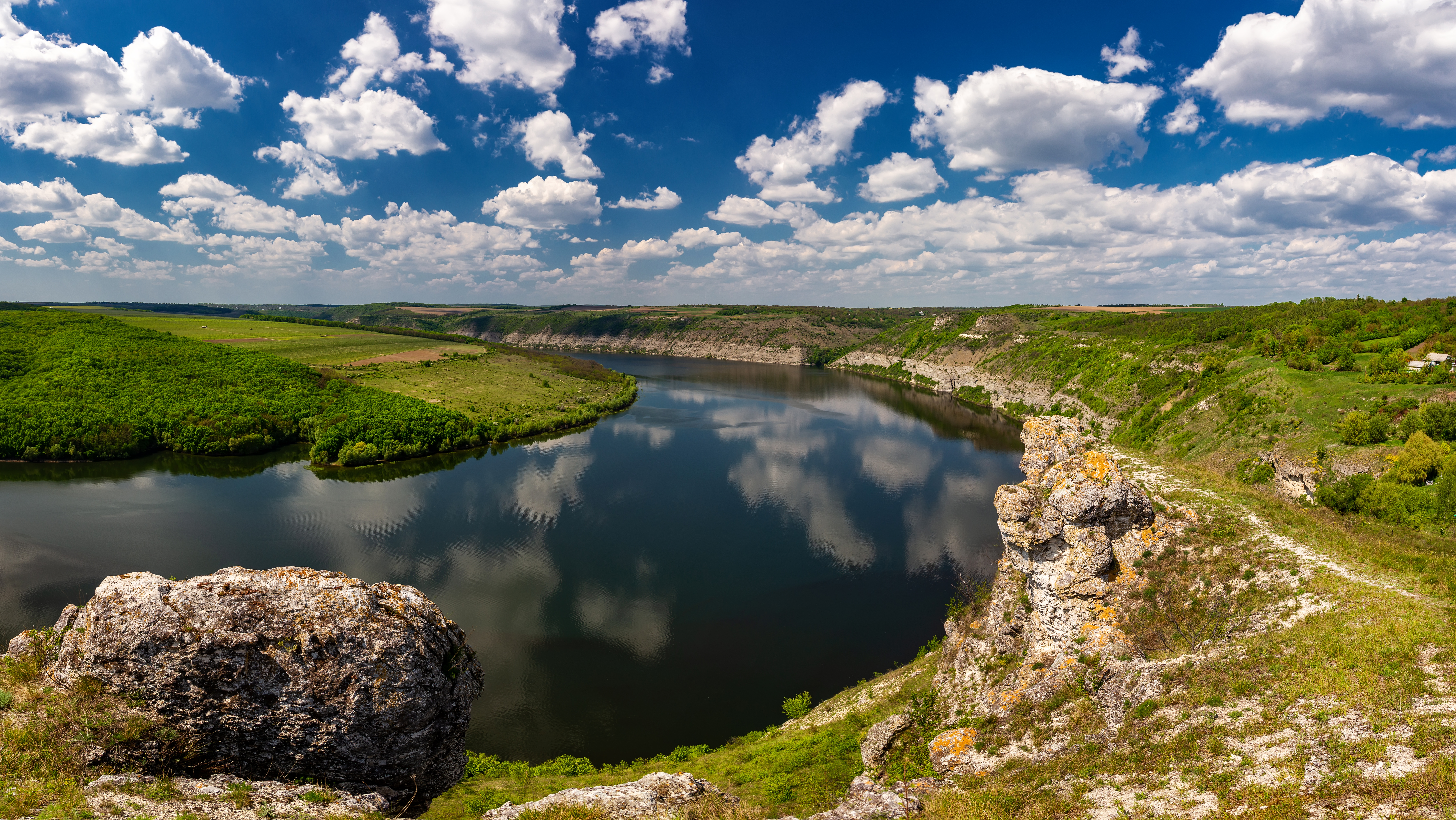
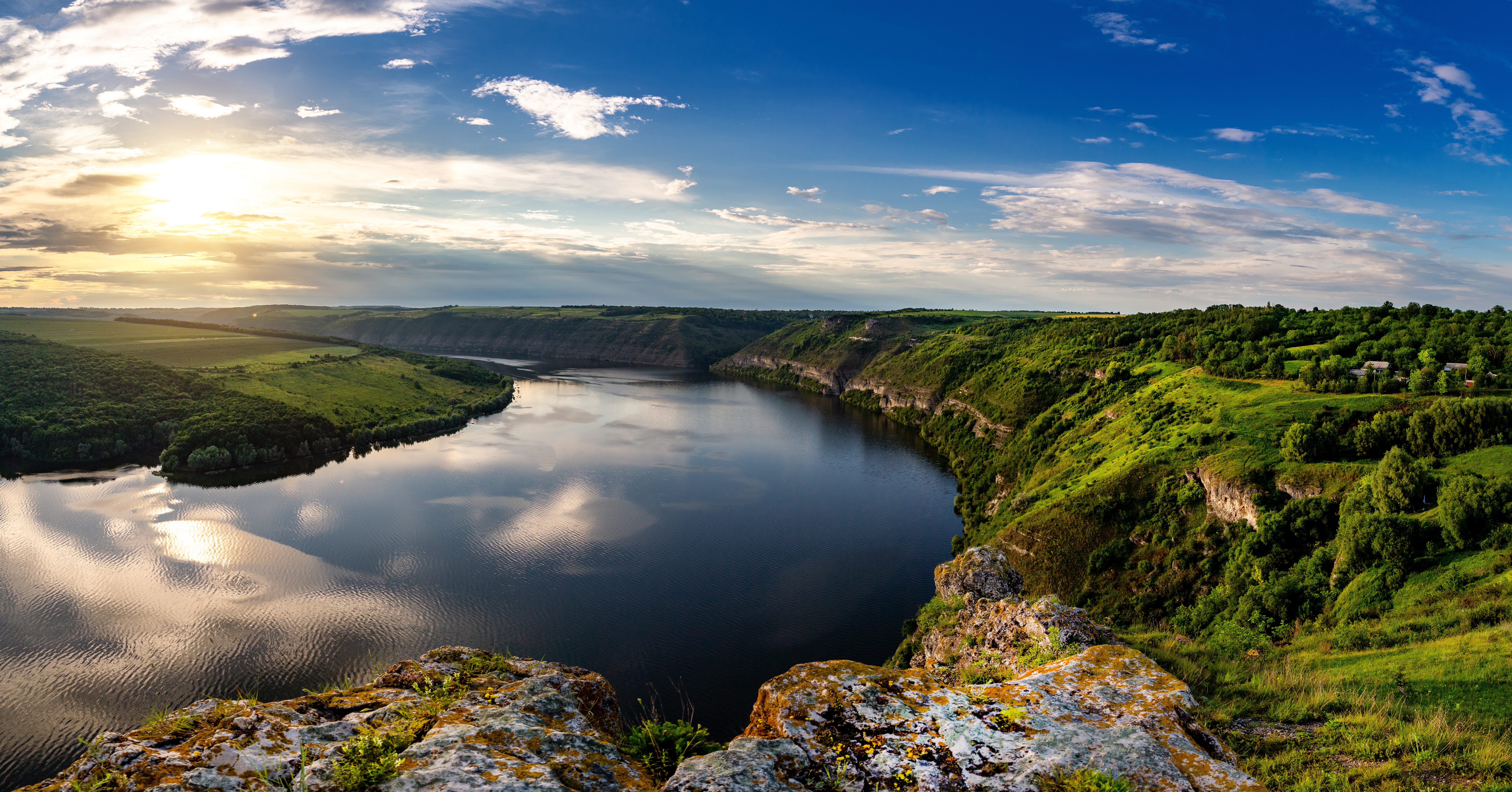
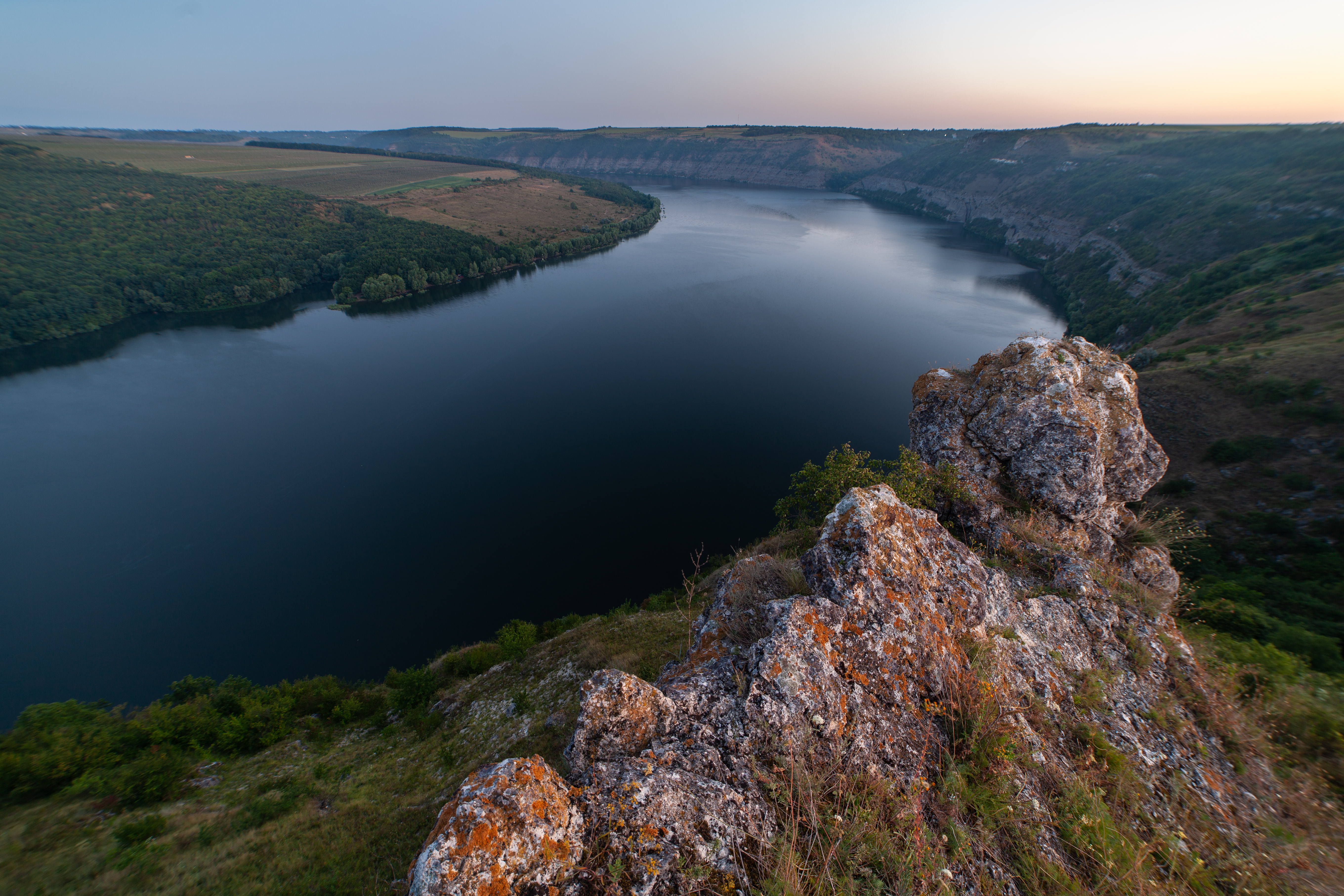
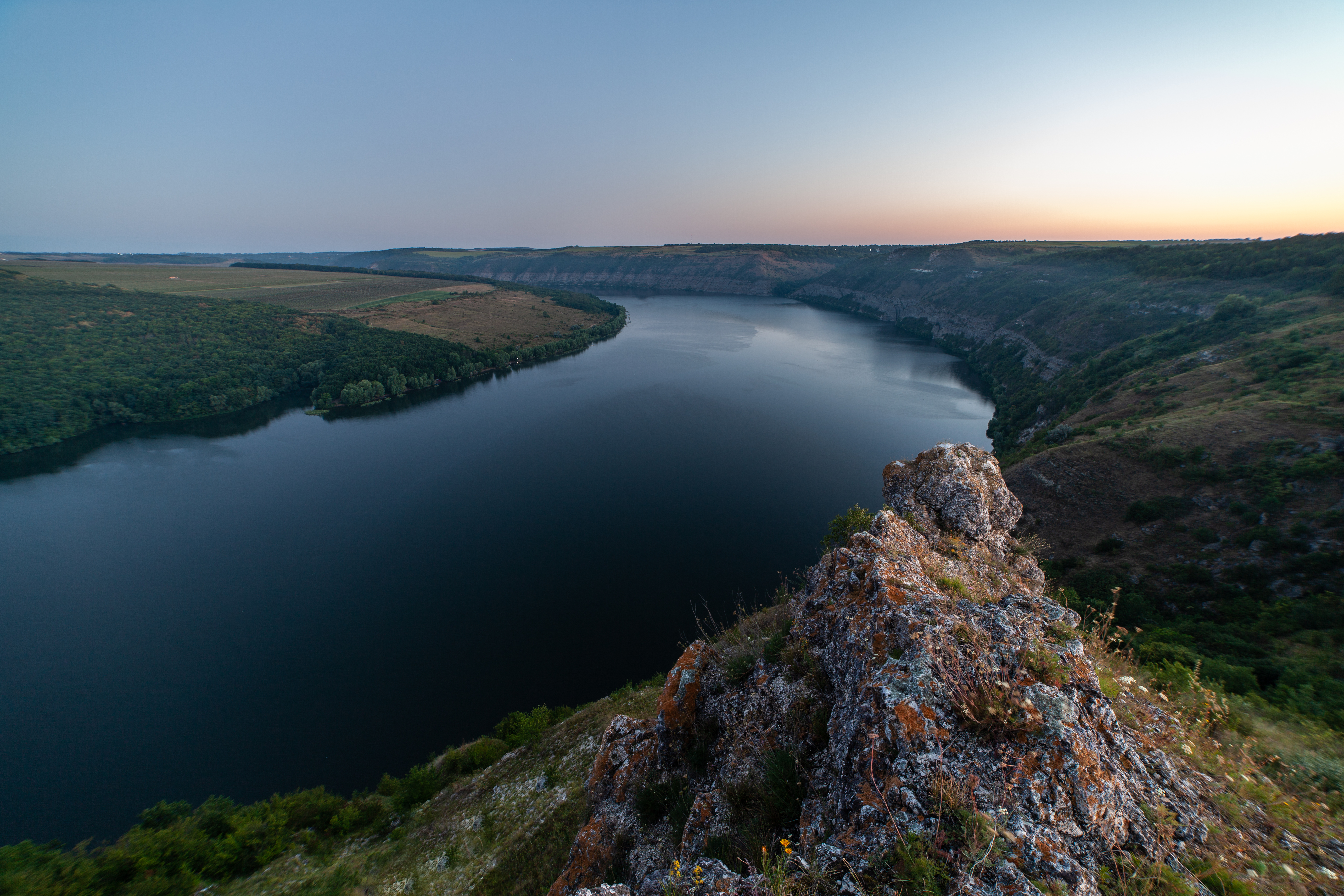

## Відомі люди

### Проживали, перебували
- Сулковський Йосип Юліанович — український краєзнавець, священик. Душпастирював у селі Субіч 1881—1892 роках.